# Anchonymus agonoides
Anchonymus agonoides är en skalbaggsart som beskrevs av Sharp 1903. Anchonymus agonoides ingår i släktet Anchonymus och familjen jordlöpare. Inga underarter finns listade i Catalogue of Life.